# Stade Ecopa de Shizuoka
Le stade Ecopa de Shizuoka (静岡スタジアム・エコパ, Shizuoka Sutajiamu Ekopa) est un stade utilisé principalement pour le football situé à Fukuroi, dans la préfecture de Shizuoka au Japon. Ouvert en mars 2001, il a une capacité de 50 889 places.

## Histoire
Il est construit en 2001 pour 269 millions EUR en vue de la Coupe du monde de football de 2002.

## Galerie

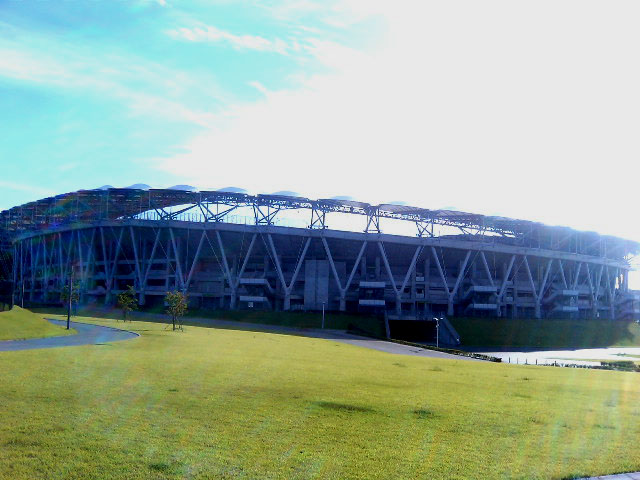

## Évènements
- Coupe du monde de football de 2002
- Coupe du monde de rugby à XV 2019